# Tirbilöpp
Tirbilöpp ist eine Bucht in der Landgemeinde Saaremaa im Kreis Saare auf der größten estnischen Insel Saaremaa. Sie wird von Muraja poolsaar im Osten und einer unbenannten Halbinsel im Westen begrenzt. Sie liegt im Naturschutzgebiet Kahtla-Kübassaare hoiuala. 
In der Bucht liegt ein unbenannter Felsen.
Die Bucht ist 650 Meter breit und schneidet sich 900 Meter tief ins Land ein.